# Danh sách ban nhạc Đài Loan
Dưới đây là danh sách các ban nhạc đến từ Đài Loan (không bao gồm các nhóm nhạc pop). Đối với các nhóm nhạc thần tượng, xem bài Danh sách nhóm nhạc thần tượng Đài Loan.
- 1976
- Anh Đào Bang (Cherry Boom)
- Chthonic (Thiểm Linh)
- Đại Tượng Thể Thao (Elephant Gym)
- Đông Thành Vệ
- F.I.R. (Phi Nhi Nhạc Đoàn)
- Hello Nico
- Lion
- Ngũ Nguyệt Thiên (Mayday)
- Phóng Khách Huynh Đệ (Funky Brothers)
- Sodagreen (Tô Đả Lục)
- Tân Bảo Đảo Khang Nhạc Đội (New Formosa Band)
- Tín Nhạc Đoàn (Shin)
- Tổng Quán Tuyến (Superband)
- Trạc Thủy Khê Công Xã (LTK Commune)